# Puccinia tenuis
Puccinia tenuis ist eine Ständerpilzart aus der Ordnung der Rostpilze (Pucciniales). Der Pilz ist ein Endoparasit des Korbblütlers Eupatorium rugosum. Symptome des Befalls durch die Art sind Rostflecken und Pusteln auf den Blattoberflächen der Wirtspflanzen. Sie ist im Osten Nordamerikas verbreitet.

## Merkmale

### Makroskopische Merkmale
Puccinia tenuis ist mit bloßem Auge nur anhand der auf der Oberfläche des Wirtes hervortretenden Sporenlager zu erkennen. Sie wachsen in Nestern, die als gelbliche bis braune Flecken und Pusteln auf den Blattoberflächen erscheinen.

### Mikroskopische Merkmale
Das Myzel von Puccinia tenuis wächst wie bei allen Puccinia-Arten interzellulär und bildet Saugfäden, die in das Speichergewebe des Wirtes wachsen. Ihre Spermogonien wachsen oberseitig auf den Wirtsblättern. Die blattunterseitig wachsenden Aecien der Art sind kurz und stehen in Gruppen. Sie besitzen 15–17 × 12–16 µm große, kugelige und hyaline Aeciosporen mit warziger Oberfläche. Uredien bildet der Pilz nicht aus. Die beidseitig wachsenden Telien der Art sind schwarzbraun, pulverig und unbedeckt. Die gelblichen bis goldbraunen Teliosporen sind zweizellig, in der Regel schmal und variabel geformt und 32–43 × 12–15 µm groß. Ihre Stiele sind fast farblos und 10–25 µm lang.

## Verbreitung
Das bekannte Verbreitungsgebiet von Puccinia tenuis umfasst den Osten Nordamerikas von Québec bis Florida.

## Ökologie
Die Wirtspflanze von Puccinia tenuis ist Eupatorium rugosum. Der Pilz ernährt sich von den im Speichergewebe der Pflanzen vorhandenen Nährstoffen, seine Sporenlager brechen später durch die Blattoberfläche und setzen Sporen frei. Die Art durchläuft einen Entwicklungszyklus mit Spermogonien, Aecien und Telien, vollzieht aber keinen Wirtswechsel.

## Taxonomie
Die Art wurde 1884 durch Thomas Jonathan Burrill erstbeschrieben.